# Das Königsspiel – Ein Meister wird geboren
Das Königsspiel – Ein Meister wird geboren (Originaltitel: Searching for Bobby Fischer, deutsch Auf der Suche nach Bobby Fischer) ist ein US-amerikanisches Filmdrama aus dem Jahr 1993 und das Regiedebüt von Steven Zaillian. Der Film, der auf dem Buch Searching for Bobby Fischer: The Father of a Prodigy Observes the World of Chess von Fred Waitzkin basiert, kam am 11. August 1993 in die amerikanischen Kinos. In Deutschland wurde er am 20. Juni 1994 direkt auf Videokassette veröffentlicht.
Der Film handelt vom Schachwunderkind Joshua Waitzkin, dessen Vater Fred die Buchvorlage des Films verfasste.

## Inhalt
Josh Waitzkins Familie entdeckt, dass er ein Talent für Schach besitzt, und sie versuchen, ihn darin zu fördern. Sie stellen mit Bruce Pandolfini einen strengen Schachlehrer ein, der dem Jungen beibringen will, so aggressiv zu sein wie die Schachlegende Bobby Fischer. Der Titel des Films ist eine Metapher auf die Suche des Protagonisten nach dem Ideal von Fischer und dessen Entschlossenheit, um jeden Preis zu gewinnen. Josh wird auch stark beeinflusst von Vinnie, einem Schnellschach-Zocker, den er im Washington Square Park trifft. Die beiden Lehrer unterscheiden sich stark in ihrem Zugang zum Schach, und so ist Pandolfini verärgert, als Josh die Methoden von Vinnie zum wiederholten Mal anwendet. Der Hauptkonflikt im Film entsteht, als Josh sich weigert, Pandolfinis misanthropische Weltanschauung zu akzeptieren. Als die Mutter Zeugin davon wird, wie Pandolfini seine Aggressionen an Josh auslässt, wirft sie ihn aus ihrem Haus. Auch Joshs von Ehrgeiz zerfressener Vater muss einsehen, dass er seinen Sohn überfordert hat. Nachdem Joshs Vater aufhört, Druck auf seinen Sohn auszuüben, gewinnt dieser am Ende auf eigene Weise.

## Auszeichnungen
Der Film war bei der 66. Oscarverleihung für den Oscar in der Kategorie „Beste Kamera“ nominiert.

## Rezeption
Das Königsspiel erhielt von Kritikern allgemein positive Bewertungen. Auf Rotten Tomatoes hat der Film eine Bewertung von 100 %, basierend auf 38 Rezensionen, mit einer durchschnittlichen Bewertung von 8,2/10.
Roger Ebert gab dem Film vier von vier Sternen und beschrieb ihn mit den Worten "ein Film von bemerkenswerter Sensibilität und Einsicht". Er schloss mit: "Am Ende des Films haben wir eine Menge über die Natur des Menschen gelernt".